# Scatimus onorei
Scatimus onorei là một loài bọ cánh cứng trong họ Bọ hung (Scarabaeidae).